# Meidling Hauptstraße
Meidling Hauptstraße – jedna ze stacji metra wiedeńskiego, na linii U4 położona w dzielnicy Meidling. Stacja (w dzisiejszej postaci) została oddana do użytku 27. października 1980.